# Ocell del paradís de Wallace
L'ocell del paradís de Wallace (Semioptera wallacii) és un ocell de la família dels paradiseids (Paradiseidae) i única espècie del gènere Semioptera Gray, 1859.

## Hàbitat i distribució
habita els boscos de les Moluques septentrionals, a Halmahera, Bacan o Kasiruta.